# تشاه ناصر كرمي
تشاه ناصر كرمي هي قرية في مقاطعة مباركة، إيران. يقدر عدد سكانها بـ 0 نسمة بحسب إحصاء 2016.